# Morti nel 1975/Luglio
| Questa pagina contiene informazioni ricavate automaticamente dalle voci biografiche con l'ausilio del template Bio e di un bot. L'aggiornamento è periodico e automatico e ricostruisce completamente la pagina. Se manca una persona in questa lista, sei pregato di non aggiungerla, ma accertati piuttosto che la sua voce biografica contenga il template Bio e che i dati anagrafici siano correttamente compilati. Se il template Bio manca, inseriscilo tu stesso o, in alternativa, metti l'avviso {{tmp\|Bio}} che ne segnala la mancanza. Se i dati riportati sono sbagliati, correggi direttamente la voce biografica; le modifiche saranno visibili in questa lista entro pochi giorni. Per chiarimenti vedi il progetto biografie. La lista contiene solo le 89 persone che sono citate nell'enciclopedia e per le quali è stato implementato correttamente il template Bio. Pagina aggiornata al 3 mar 2024. |

- 1º luglio - Ilio Bocci, politico e partigiano italiano (n. 1904)
- 2 luglio - Gaetano Cappiello, poliziotto italiano (n. 1947)
- 2 luglio - Valdo Fusi, avvocato, politico e scrittore italiano (n. 1911)
- 2 luglio - James Robertson Justice, attore britannico (n. 1907)
- 2 luglio - Wilhelm Koppe, militare tedesco (n. 1896)
- 2 luglio - Benno Rabinof, violinista statunitense (n. 1908)
- 3 luglio - Francesco Ferlaino, magistrato italiano (n. 1914)
- 3 luglio - Arne Halse, giavellottista e pesista norvegese (n. 1887)
- 3 luglio - Nobuaki Maeda, giocatore di go giapponese (n. 1907)
- 3 luglio - Giovanni Penzi, calciatore italiano (n. 1902)
- 4 luglio - Muhammad Jabir di Ternate, sovrano indonesiano (n. 1902)
- 4 luglio - Argemiro, calciatore brasiliano (n. 1915)
- 4 luglio - Luigi Carlo Borromeo, vescovo cattolico italiano (n. 1893)
- 4 luglio - Gilda Dalla Rizza, soprano italiano (n. 1892)
- 4 luglio - Alfredo Alves Tinoco, calciatore brasiliano (n. 1904)
- 5 luglio - Otto Skorzeny, militare tedesco (n. 1908)
- 6 luglio - Margret Boveri, giornalista tedesca (n. 1900)
- 7 luglio - Henri Deglane, lottatore francese (n. 1902)
- 7 luglio - Carlo Fabrizi, politico italiano (n. 1907)
- 7 luglio - William Vallance Douglas Hodge, matematico britannico (n. 1903)
- 8 luglio - Stanislas Bober, ciclista su strada francese (n. 1930)
- 8 luglio - Luigi Enrico Ferro, violinista italiano (n. 1903)
- 8 luglio - Vito Frazzi, musicista italiano (n. 1888)
- 8 luglio - Annamaria Mantini, terrorista italiana (n. 1953)
- 8 luglio - Georg N. Koskinas, psichiatra e neurologo greco (n. 1885)
- 8 luglio - Mario Righetti, abate italiano (n. 1882)
- 8 luglio - Raffaele Scorzoni, arbitro di calcio italiano (n. 1902)
- 8 luglio - Lennart Skoglund, calciatore svedese (n. 1929)
- 9 luglio - Carlo Campanella, mafioso statunitense (n. 1879)
- 9 luglio - Roman Odzierzyński, politico polacco (n. 1892)
- 9 luglio - Franz Six, generale e funzionario tedesco (n. 1909)
- 10 luglio - Marcel Katz, calciatore svizzero (n. 1896)
- 10 luglio - Achille Van Acker, politico belga (n. 1898)
- 11 luglio - Leone Sbrana, scrittore e politico italiano (n. 1912)
- 12 luglio - Mario Casotti, filosofo e pedagogista italiano (n. 1896)
- 12 luglio - Vivi Gioi, attrice italiana (n. 1914)
- 12 luglio - Bálint Nagy, sollevatore ungherese (n. 1919)
- 12 luglio - Latife Uşşakî, first lady turca (n. 1898)
- 14 luglio - Arduino Matassini, ingegnere italiano (n. 1894)
- 14 luglio - Zutty Singleton, batterista statunitense (n. 1898)
- 15 luglio - Marino Furlani, calciatore italiano (n. 1904)
- 15 luglio - Pippo Starnazza, cantautore, musicista e attore italiano (n. 1904)
- 15 luglio - Charles Weidman, ballerino statunitense (n. 1901)
- 16 luglio - Ezio Lavoretti, produttore cinematografico italiano (n. 1913)
- 16 luglio - Piera Locatelli, medico e biochimica italiana (n. 1900)
- 16 luglio - Guadalupe Ortiz de Landázuri, insegnante spagnola (n. 1916)
- 16 luglio - Erik Sjöqvist, archeologo svedese (n. 1903)
- 17 luglio - Eugenio Artom, politico e avvocato italiano (n. 1896)
- 17 luglio - Boris Andreevič Babočkin, regista cinematografico sovietico (n. 1904)
- 17 luglio - Ezio Donatini, politico italiano (n. 1888)
- 17 luglio - Luigi Grassi, politico, antifascista e partigiano italiano (n. 1904)
- 17 luglio - Paul Hoenen, calciatore francese (n. 1899)
- 18 luglio - Vaughn Bodé, disegnatore statunitense (n. 1941)
- 18 luglio - Raffaele Ciasca, storico e politico italiano (n. 1888)
- 18 luglio - Ferdinando Forlati, ingegnere e architetto italiano (n. 1882)
- 18 luglio - Federico Ghisi, compositore e musicologo italiano (n. 1901)
- 18 luglio - Folke Jansson, triplista svedese (n. 1897)
- 18 luglio - Giuseppe Rose, anarchico, pittore e poeta italiano (n. 1921)
- 18 luglio - Carl Sauer, geografo statunitense (n. 1889)
- 18 luglio - Gilbert Percy Whitley, ittiologo australiano (n. 1903)
- 19 luglio - Curzio Batini, ingegnere italiano (n. 1902)
- 19 luglio - Lefty Frizzell, musicista e cantautore statunitense (n. 1928)
- 19 luglio - Karl Schleinzer, politico austriaco (n. 1924)
- 20 luglio - Richard Gaines, attore statunitense (n. 1904)
- 20 luglio - Giuseppe Valle, atleta, dirigente sportivo e generale italiano (n. 1886)
- 21 luglio - Giovanni Borgonovo, pittore italiano (n. 1881)
- 21 luglio - Theodore Carpenter, trombettista e cantante statunitense (n. 1898)
- 21 luglio - George Petty, illustratore statunitense (n. 1894)
- 21 luglio - Carl Troll, geografo e botanico tedesco (n. 1899)
- 22 luglio - John Carnegie, XII conte di Northesk, nobile scozzese (n. 1895)
- 22 luglio - Emlen Tunnell, giocatore di football americano statunitense (n. 1925)
- 22 luglio - Benjamin Vanninen, fondista finlandese (n. 1921)
- 23 luglio - James Stopford, VIII conte di Courtown, nobile irlandese (n. 1908)
- 24 luglio - Frithjof Andersen, lottatore norvegese (n. 1893)
- 24 luglio - Barbara Colby, attrice statunitense (n. 1939)
- 24 luglio - Nicolas Rossolimo, scacchista statunitense (n. 1910)
- 24 luglio - Francesco Paolo Vicari, militare italiano (n. 1925)
- 25 luglio - John Meyers, pallanuotista e nuotatore statunitense (n. 1880)
- 26 luglio - Thomas Tharayil, vescovo cattolico indiano (n. 1899)
- 27 luglio - Edmundo Piaggio, calciatore argentino (n. 1905)
- 27 luglio - Anne Spencer, poetessa e attivista statunitense (n. 1882)
- 28 luglio - Florine McKinney, attrice statunitense (n. 1909)
- 28 luglio - Ermenegildo Paccagnella, organista, compositore e musicologo italiano (n. 1880)
- 28 luglio - Alfred L. Werker, regista statunitense (n. 1896)
- 29 luglio - Dante Figoli, sollevatore italiano (n. 1896)
- 30 luglio - James Blish, scrittore statunitense (n. 1921)
- 30 luglio - Hubert Broad, aviatore e militare britannico (n. 1897)
- 30 luglio - Jimmy Hoffa, sindacalista statunitense (n. 1913)
- 31 luglio - Ma Bufang, generale e politico cinese (n. 1903)